# قشلاق لو (نجف أباد)
قشلاق لو (بالفارسية: قشلاق لو) هي قرية تقع في إيران في Najafabad Rural District. يقدر عدد سكانها بـ 49 نسمة بحسب إحصاء 2016.